# Пики Европы (национальный парк)
Пики Европы (исп. Parque Nacional de Picos de Europa) — национальный парк на севере Испании, на территории Кантабрийских гор, на границе трёх автономных сообществ: Астурии, Кантабрии, а также Кастилии и Леона. Часть гор, на которых находится парк, носит одноимённое название Пикос-де-Эуропа.
Это один из лучших мировых заповедников, отличающихся богатством экосистемы, а также крупнейшее известняковое образование в Западной Европе. Объявлен национальным парком 24 июля 1918 года королём Альфонсо XIII под названием «Национальный парк горы Ковадонга», став первой охраняемой территорией в стране. Территория парка также считается зоной особой защиты птиц, биосферным заповедником ЮНЕСКО и участком общественного интереса. Эти статусы обеспечивают контроль за антропогенным влиянием на местные экосистемы.
Площадь парка составляет 67127 га. Является третьим по посещаемости национальным парком в Испании. Ежегодно здесь бывают до 1,9 млн человек.

## Физико-географическая характеристика

### Рельеф и геология
Национальный парк Пикос-де-Эуропа расположен в центральной части Кантабрийских гор. Высшая точка — пик Торре-де-Серредо (2648 м), низшая точка — русло реки Дева (75 м). Перепады высот в парке превышают 2,5 км.
Горные ландшафты формировались под влиянием водной и воздушной эрозии, что создало здесь достаточно разнообразную орографию. Например, северный склон, с которого стекают реки Добра, Карес и Селла, представляет собой резкий переход от высокогорья к морю, где на участке длиной 10 км перепады высот составляют 1000 м.
Геологическое строение парка обусловлено сочетанием ледникового воздействия с известняковыми массивами, составляющими Кантабрийские горы. Ледниковые долины с их характерной U-образной формой, ледниковые цирки в скалах и ледниковые озёра, указывают на присутствие ледниковой активности, которая до сих пор проявляется в виде вечного снега на возвышенностях и скалах.

### Флора и фауна
Богатство флоры и фауны этой охраняемой территории можно увидеть в разнообразии типов лесов. Особый рельеф и умеренное влияние Атлантического океана создают необычное сочетание растительности.
В парке преобладают лиственные леса с такими видами, как бук, сосна обыкновенная, лесной орех, падуб остролистный, камнеломка, орхидея; а также небольшие средиземноморские леса с такими видами, как дуб каменный, можжевельник, земляничное дерево. В Посада-де-Вальдеон находится гора Корона, единственный автохтонный липовый лес в Европе.
Высокогорные цветы составляют значительную часть эндемиков национального парка. Здесь присутствуют виды растений, как типичные для текущего климата, так и виды, оставшиеся в своеобразных анклавах в результате различных климатических потрясений в прошлом. Например, тут встречаются евро-сибирские, средиземноморские и борео-альпийские таксоны, а также виды, типичные для Канарских островов и растения, имеющие средиземноморско-иранское происхождение и типичные для более тёплых районов.

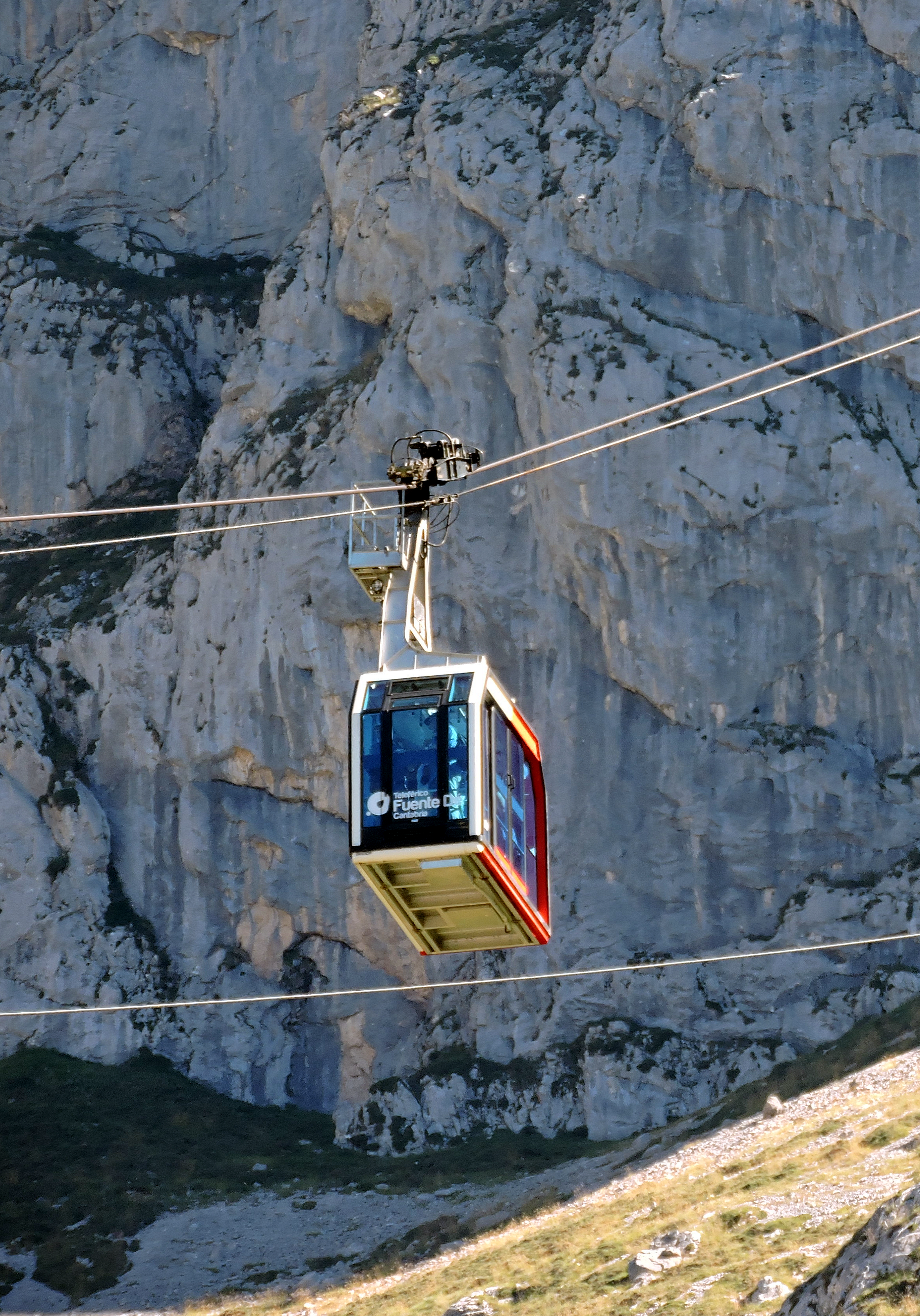
Канатная дорога в Фуэнте-Де

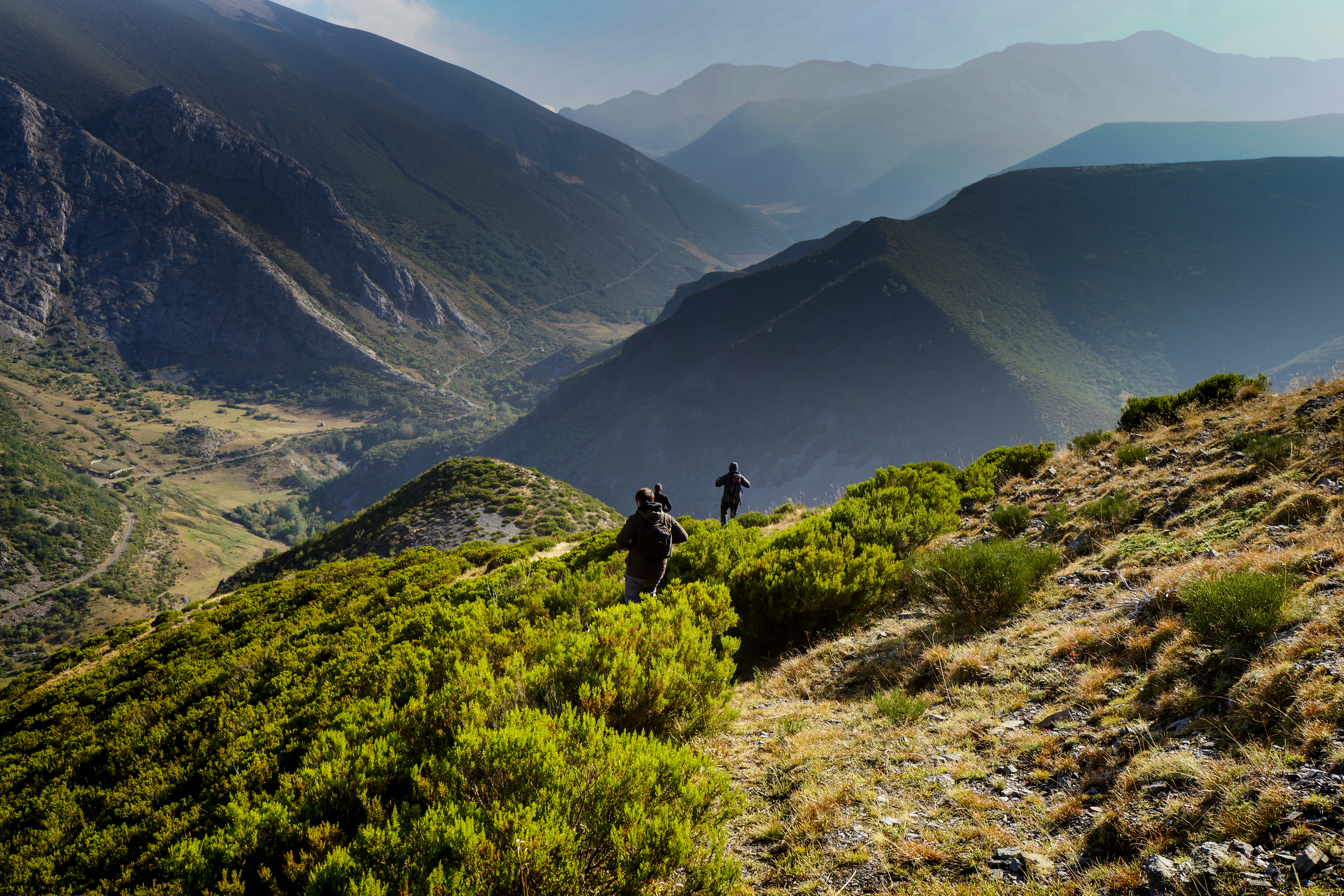
Один из туристических маршрутов

Богатство дикой природы национального парка можно охарактеризовать как исключительное, потому что в нем представлена вся кантабрийская фауна. Уникальность этой фауны заключается в том, что здесь находится южная граница многих видов, типичных для Северной Европы, и северная граница многих видов средиземноморского распространения. Еще одна причина такого богатства — частично антропогенный ландшафт, благодаря историческому использованию в сельском хозяйстве и животноводстве, в результате чего мозаика из лесов, кустарников и пастбищ идеально подходит для животных. Кроме того, наличие скал и карьеров мотивирует появление нескольких особей скальных животных.
Разнообразие национального парка включает:
- 82% земноводных, обитающих на Пиренейском полуострове.
- 63% рептилий, обитающих на Пиренейском полуострове.
- 72% гнездящихся птиц в Испании (обнаружено 170 видов).
- 88% наземных млекопитающих, обитающих на Пиренейском полуострове.

В парке Пики Европы также живёт множество охраняемых видов животных, таких как кантабрийский глухарь, бородатый гриф, бурый медведь, кантабрийская серна. Скульптуры серны установлены в различных частях парка.
В парке восстановлена популяция козерога, исчезнувшего в конце XIX века. Среди наиболее знаковых видов стоит отметить серую куропатку, альпийского воробья, иберийского волка, завирушку.

## Туристическая инфраструктура
На территории национального парка проложено в общей сложности 30 утвержденных коротких маршрутов, охватывающих наиболее примечательные участки этого природного пространства: ледниковые долины, буковые, ореховые и дубовые рощи, смешанные леса, каменные дубы, луга долинного дна, альпийские леса, пастбища, ледниковые озера, хребты, скалы, вершины и т. д. Есть множество высокогорных маршрутов, поднимающихся выше 2000 метров над уровнем моря. Для туристов на маршрутах оборудованы зоны отдыха.
Основная часть маршрутов подходит для пешего туризма, но также есть маршруты, предполагающие использование горных велосипедов, лыж, снегоступов, кошек и ледорубов.
Историческая тропа GR-1, соединяющая города Ампуриас (Жерона) и Финистерре (Ла-Корунья), проходит по территории национального парка на протяжении 62,5 км. Он разделена на 5 хорошо оборудованных этапов с местами для отдыха. В районе городка Фуэнте-Де есть фуникулёр, поднимающийся с высоты 1070 м до 1823 м, где находится смотровая площадка. С неё можно увидеть соседние горные вершины. Фуникулёр преодолевает склон 753 м менее чем за 4 минуты со скоростью 10 м/с.
На территории парка есть ремесленные мастерские, церкви в романском и барочном стиле, мельницы, суконные фабрики, кузницы, старинные дома, средневековые башни, места паломничества, представляющие собой примеры исторического, художественного и этнографического наследия.